# Linha da Beira Baixa
A Linha da Beira Baixa, originalmente denominada de Caminho de Ferro da Beira Baixa, é uma ligação ferroviária entre as Estações de Entroncamento e Guarda, na região do Centro (Região das Beiras), em Portugal. O primeiro lanço, de Abrantes à Estação de Covilhã, entrou ao serviço em 6 de Setembro de 1891, tendo a linha sido concluída com a inauguração até à Guarda, em 11 de Maio de 1893. Nessa altura, considerava-se que apenas o lanço entre Abrantes e a Guarda fazia parte da Linha da Beira Baixa, enquanto que o tramo entre o Entroncamento e Abrantes pertencia à Linha do Leste.

## Caracterização e exploração

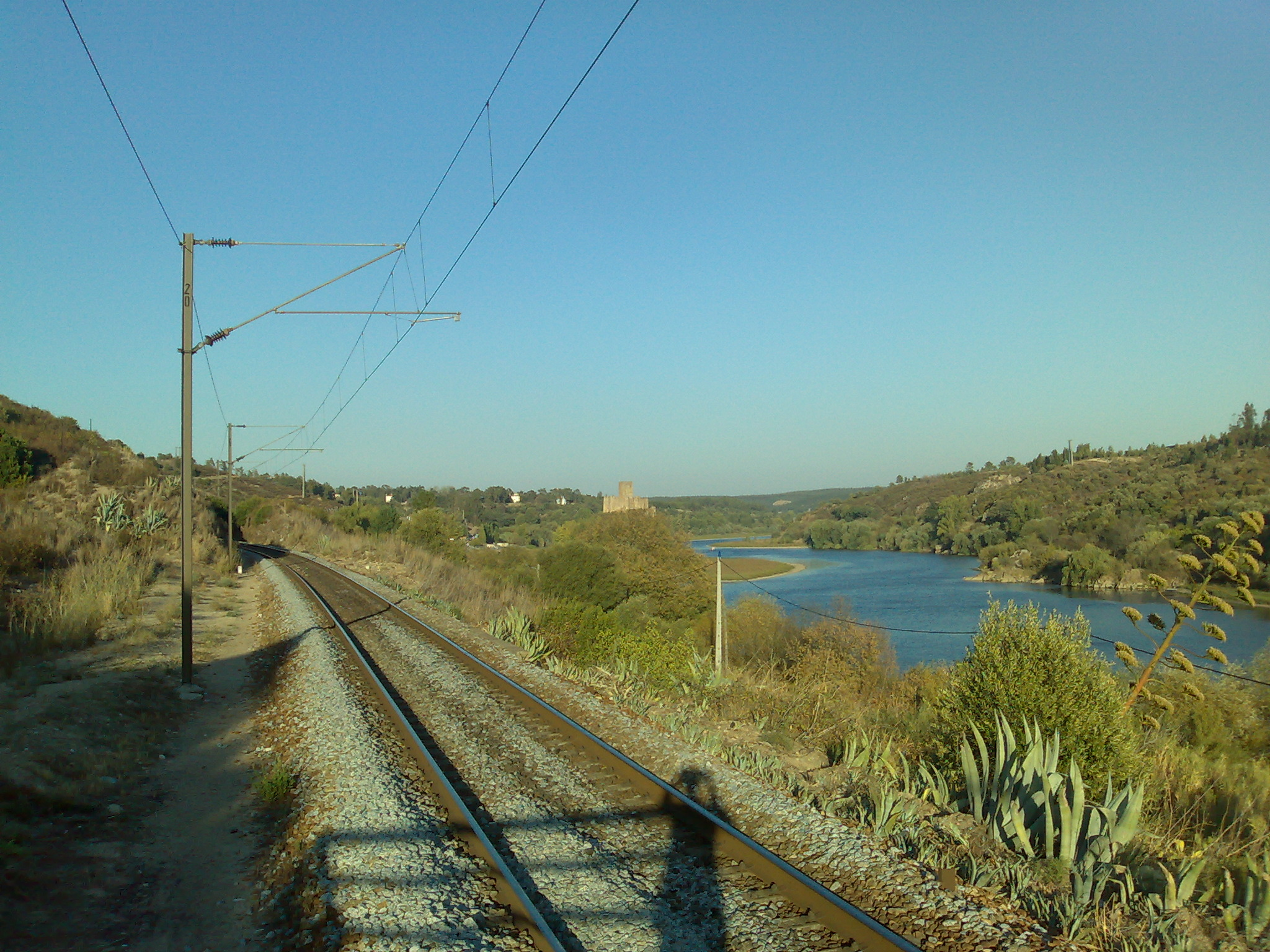
Castelo de Almourol, visto da Estação de Tancos.

### Traçado e descrição
Parte do trajecto desta linha transita junto ao Rio Tejo, passando junto à Barragem de Fratel, e outro segmento circula adjunto à fronteira com Espanha, rodeando a Serra da Estrela; serve, principalmente, os territórios da antiga província da Beira Baixa, da qual recebeu o nome. Devido ao seu traçado, esta linha era apelidada de Linha do Vale do Tejo.
No seu troço original, de Abrantes à Guarda, a Linha da Beira Baixa tinha um comprimento aproximado de 212 km.
Na Estação de Mouriscas-A entronca o Ramal do Pego, que serve a Central Termoeléctrica do Pego.

### Troço entre a Covilhã e Guarda
O troço entre a Covilhã e Guarda possui um viaduto, de construção metálica, que, em Novembro de 1992, limitava a passagem das composições a uma velocidade de 20 km/h.
Era considerada de operação difícil, devido às suas especificidades, pelo que a operadora Caminhos de Ferro Portugueses destacou as suas locomotivas da Série 1550 para assegurar os serviços nesta Linha.
Depois de sair da Estação de Covilhã, e até à travessia do Rio Zêzere, ao PK 173,300, o traçado corre por várias trincheiras e aterros, sendo quase todo em curvas, com poucas rectas, possuindo a maior apenas cerca de meio quilómetro de extensão. Logo após a saída da Covilhã, a via tem de fazer uma grande curva para a direita, começando a descer na direcção do Zêzere, passando, ao PK 165,780, o Ribeiro de Carpinteira, e, ao PK 166,400, a Ribeira de Flandres. Cruza a antiga Estrada Real n.º 55 no PK 166,700, e, cerca de 2 km depois, passa o Viaduto do Ribeiro de Corga, no PK 168,500. Entre o Rio Zêzere e Belmonte, o traçado é menos difícil, seguindo o vale daquele curso de água. O Rio é atravessado por uma ponte ao PK 173,300, sendo esta a segunda travessia deste curso de água, na Linha da Beira Baixa; cerca de 5 km depois de atravessar o Rio, a linha chega a Caria. Ao PK 180,585, existe uma passagem de nível, e, cerca de 3 km depois, encontra-se a Estação de Belmonte-Manteigas.
A partir de Belmonte, o traçado torna-se, novamente, mais complicado; ao PK 185, atravessa-se o Ribeiro de Maçainhas, passando a via a seguir o vale deste curso de água, em várias rampas, de forma a atingir a Portela das Escoladas, entrando, em seguida, no Vale de Santo Antão. Passa, no PK 192, por um viaduto, e depois cruza o Ribeiro de Gogos por outro viaduto, ao PK 196,509. Ao PK 197,151, tem uma interface em Benespeira, e, um quilómetro adiante, passa o Ribeiro do Rebolal. De seguida, cruza o Ribeiro de Benavente no PK 201,772, o de Pena Barroca ao PK 202,432, e o de Silveiras. Seguidamente, passa o Túnel do Barracão, que passa pela Portela do Barracão; com 340 metros de comprimento, é o único túnel no troço entre Covilhã e a Guarda. O túnel desemboca no Apeadeiro de Sabugal, e a via entra no vale do Rio Noéme, atravessando este curso de água por uma ponte; em seguida, a linha passa o Rio Diz, e entra na Estação de Guarda, aonde se liga à Linha da Beira Alta.

### Material circulante e serviços
Em 1994, circulavam serviços Regionais de passageiros entre a Guarda e Covilhã, assegurados por automotoras da Série 0300; na estação de Covilhã e de Castelo Branco, também se realizavam manobras dos comboios colectores-repartidores, utilizando locomotivas da Série 1550. Estas locomotivas também rebocavam, nesta altura, até ao Entroncamento, os comboios regionais entre Covilhã e Lisboa; também se realizavam, nesta altura, serviços InterCidades entre estes dois destinos, rebocados pelas locomotivas da mesma série, e serviços InterRegionais, entre Lisboa e Castelo Branco. Outras famílias de locomotivas a gasóleo que operaram na Linha da Beira Baixa foram as séries 1550, que asseguraram os comboios Intercidades de Lisboa até à Covilhã, e 1300. Em termos de material eléctrico, circularam as locomotivas da Série 5600, que rebocavam comboios de carvão até à Central do Pego.

### Obras de arte

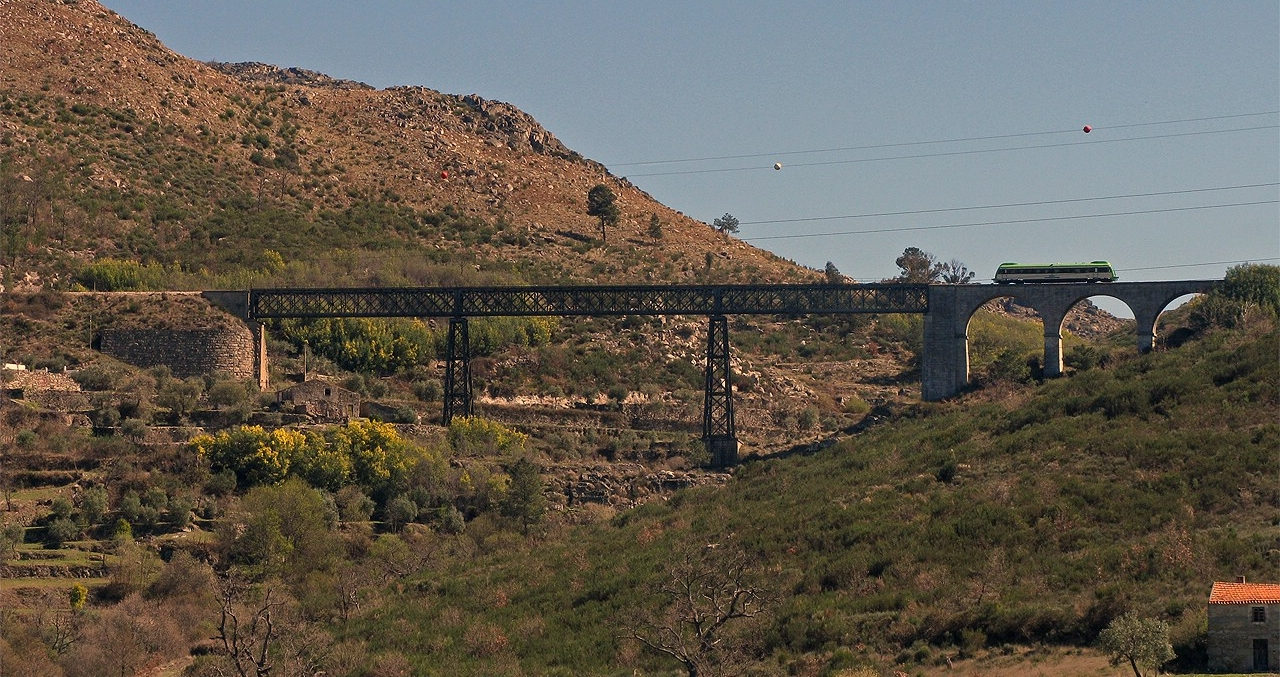
Ponte da Carvalha / Gogos, Benespera: Automotora 0350 a fazer um dos últimos serviços regionais antes do encerramento do troço Covilhã-Guarda, Março de 2009.

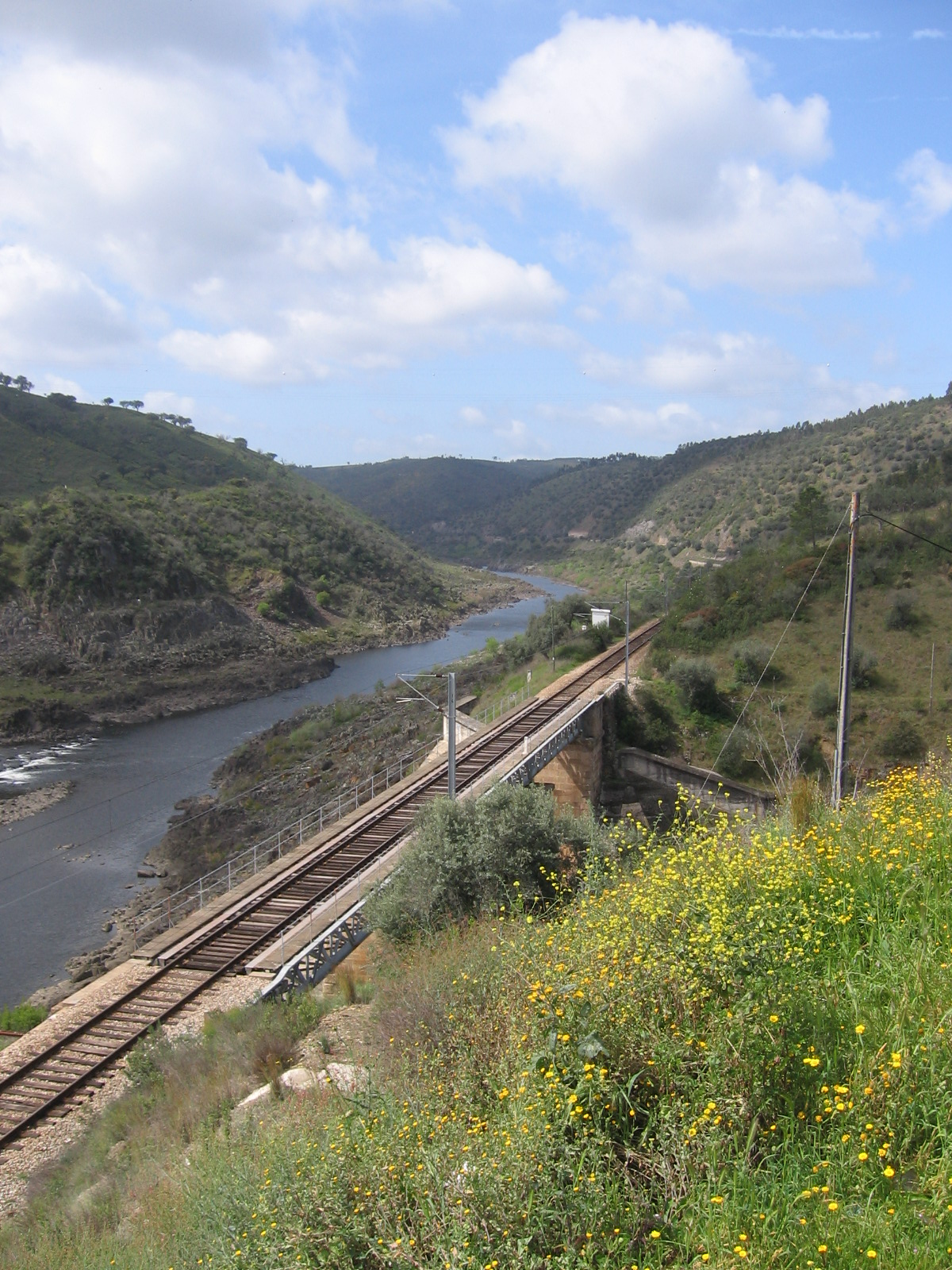
Ponte da Foz do Cerejo da Linha da Beira Baixa no vale do rio Tejo.

| Nome                  | Comprimento (m) | Cruza               | Ano const. ou inaug. | Tipo de tabuleiro    |
| --------------------- | --------------- | ------------------- | -------------------- | -------------------- |
| Abrantes              | 427,7           | Rio Tejo            | 1889                 | Metálico             |
| Alferrarede           | 21,6            | Rib. Alferrarede    | 1891                 |                      |
| Ribeira de Vide       | 21,6            | Rib. Necessidades   | 1891                 |                      |
| Laranjeiras           | 21,4            | Rib. Laranjeiras    | 1891                 |                      |
| Figueiras Varandas    | 21,4            | Rib. Figueiras      | 1891                 |                      |
| Vale de Figueira      | 10,8            |                     | 1891                 |                      |
| Foz dos Cordeiros     | 21,6            |                     | 1891                 |                      |
| Ribeira Fria          | 51,6            | Rib. Fria           | 1891                 |                      |
| Alvega                | 21,6            | Rib. Foz            | 1891                 |                      |
| Várzea                | 16,2            |                     | 1891                 |                      |
| Ribeira de Eiras      | 81,5            | Rib de Eiras        | 1891                 |                      |
| Arriacha              | 21,4            |                     | 1891                 |                      |
| Ribeira de Canas      | 78,6            | \|Rib. Canas        | 1891                 |                      |
| Cova Fundeira         | 65,5            | Rib. Covo           | 1891                 |                      |
| João Azevedo          | 31,6            |                     | 1891                 |                      |
| Cachão da Negra       | 41,8            |                     | 1891                 |                      |
| Ribeira do Meirinho   | 61,6            | Rib. Meirinho       | 1891                 |                      |
| Peral                 | 130,7           | Rib. Peral          | 1891                 |                      |
| Ribeira               | 31,6            | Rib. Figueira       | 1891                 |                      |
| Ribeira de Canha      | 78,6            | Rib. Canha          | 1891                 |                      |
| Ocreza                | 104,7           | Rio Ocreza          | 1891                 |                      |
| Foz do Cerejo         | 65,5            | Rio Ocreza (foz)    | 1891                 |                      |
| Palhais               | 31,6            |                     | 1891                 |                      |
| Barroca               | 41,8            |                     | 1891                 |                      |
| Barroca do Braço      | 31,6            |                     | 1891                 |                      |
| Foz de Figueira 2     | 31,6            |                     | 1891                 |                      |
| Foz do Açúcar         | 41,80           |                     | 1891                 |                      |
| Abutreira             | 27,6            |                     | 1891                 |                      |
| Giestais              | 29,6            |                     | 1891                 |                      |
| Nave das Oliveiras    | 31,6            |                     | 1891                 |                      |
| Linhar Alheio         | 31,6            | Rio Tejo            | 1891                 |                      |
| Ribeira das Oliveiras | 31,6            | Rib. Oliveiras      | 1891                 |                      |
| Gonçalo Magro         | 65,5            | Rib. Gonçalo Magro  | 1891                 |                      |
| Gonçalinho            | 31,6            |                     | 1891                 |                      |
| Presa                 | 29,6            |                     | 1891                 |                      |
| Vila Ruiva            | 31,6            |                     | 1891                 |                      |
| N.ª Sr.ª da Barroca   | 41,8            |                     | 1891                 |                      |
| São Pedro             | 160,7           |                     | 1891                 |                      |
| Cerejal 1             | 13,6            |                     | 1891                 |                      |
| Cerejal 2             | 31,6            |                     | 1891                 |                      |
| Cerejal 3             | 104,7           |                     | 1891                 |                      |
| Rodeios               | 61,6            |                     | 1891                 |                      |
| Enxames               | 41,8            | Rio Tejo            | 1891                 |                      |
| Carneiros             | 41,8            |                     | 1891                 |                      |
| Alcaide               | 41,8            |                     | 1891                 |                      |
| Alverca               | 10,8            |                     | 1891                 |                      |
| Meimoa                | 62,2            |                     | 1891                 |                      |
| Rio Zêzere I          | 21,6            | Rio Zêzere          | 1891                 |                      |
| Rio Zêzere II         | 121             | Rio Zêzere          | 1891                 | Metálico             |
| Negra                 | 20              |                     | 1891                 |                      |
| Carpinteira           | 51,9            |                     | 1891                 |                      |
| Flandres              | 121             |                     | 1891                 | Alvenaria            |
| Baiuca                | 13,8            |                     |                      | Betão armado         |
| Corge                 | 221             | EN18-1; Rib. Corges | 1891                 | Metálico             |
| Belmonte              | 4,9             |                     | 1891                 |                      |
| Pina                  | 16,2            |                     | 1891                 |                      |
| Maçainhas             | 148             |                     | 1891                 | Metálico             |
| Gogos                 | 176             |                     | 1891                 | Metálico / alvenaria |
| Rebolal               | 84              |                     | 1891                 | Metálico / alvenaria |
| Tapada das Cortes     | 32              |                     | 1891                 | Metálico             |
| Galrita               | 79              |                     | 1891                 | Metálico             |
| Penha da Barroca      | 121             |                     | 1891                 | Metálico             |
| Silveiras I           | 32              |                     | 1891                 | Metálico             |
| Noémi                 | 55              |                     | 1891                 | Alvenaria            |
| Rio Diz               | 22              | Rio Diz             | 1891                 | Metálico             |
| Corte de Cavalos      | 11              |                     | 1891                 | Metálico             |

#### Túneis
- Outeiro Pequeno (102m)
- Outeiro Grande (213m)
- Portas de Ródão (91m)
- Barca de Ródão (116m)
- Tostão (189m)
- Tavelinha (100m)
- Alpedrinha (65m)
- Gardunha (646m)
- Penamacor ou Vale de Ferro (57m)
- Sabugal ou Barracão (398m)

## História

### Fases da construção[12]
| Entre as Estações                         | Extensão   | Inauguração           |
| ----------------------------------------- | ---------- | --------------------- |
| Entroncamento – Abrantes (Linha do Leste) | 28,617 km  | 7 de Novembro de 1862 |
| Abrantes – Covilhã                        | 165,194 km | 6 de Setembro de 1891 |
| Covilhã – Guarda                          | 46,106 km  | 11 de Maio de 1893    |

### Antecedentes e planeamento

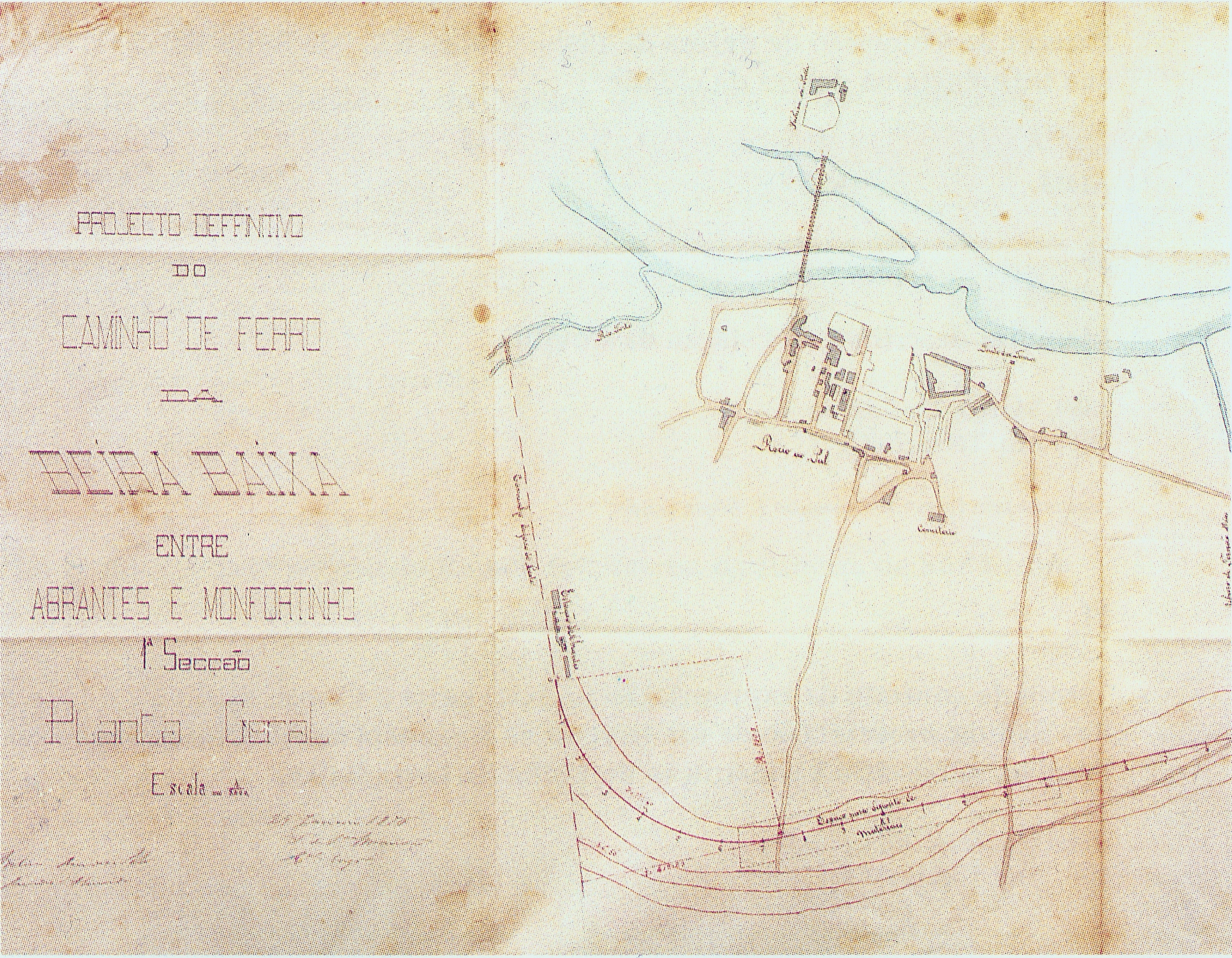
Projecto para o lanço do Caminho de Ferro da Beira Baixa na saída da estação de Abrantes, em 29 de Janeiro de 1876

Desde 1845 que se pensava em construir uma ligação ferroviária até Madrid, atravessando o Rio Tejo junto a Vila Nova da Barquinha, e passando por Talavera de la Reina e Casarubia.
Uma portaria de 18 de Março de 1873 ordenou que o engenheiro Joaquim J. de Almeida executasse o projecto para uma linha de Abrantes até à fronteira com Espanha em Monfortinho, e uma portaria de 9 de Abril de 1875 nomeou o engenheiro Francisco Maria de Sousa Brandão para fazer o projecto definitivo para o Caminho de Ferro da Beira Baixa. A ideia de construir esta linha reapareceu numa lei de 26 de Fevereiro de 1876, e foi retomada no ano seguinte, quando se estava a estudar a construção da Linha da Beira Alta, tendo-se planeado a construção de um caminho de ferro até à fronteira espanhola, passando junto a Monfortinho. Com a construção da Linha da Beira Alta e do Ramal de Cáceres, este projecto sofreu uma alteração no traçado, que deixou de ter cariz internacional e passou a ter um percurso paralelo à fronteira, até à Guarda.
No entanto, este traçado enfrentou a resistência da Junta Geral do Distrito e da imprensa da cidade da Guarda, que exigiam que o traçado da Linha da Beira Baixa fosse modificado de forma a terminar naquela cidade. Considerava-se que fazer da Guarda o entroncamento entre as vias férreas iria ser um importante factor no desenvolvimento da cidade, tendo um artigo no jornal A Civilização, de 20 de Setembro de 1884, descrito que «devem ser postas de lado as questões políticas para se tratar com urgência deste assunto, que é de muita importância. Ninguém ignora as vantagens que poderão resultar para a Guarda de um tão grande melhoramento. É indispensável que todos trabalhemos no sentido indicado e que este não seja descurada uma questão vital desta ordem.».
A construção desta linha foi alvo de um projecto de lei de 7 de Fevereiro de 1879, mas o primeiro plano concreto para a construção do troço em território nacional só surgiu com uma proposta de 9 de Janeiro de 1883, que, após várias discussões, foi validada por uma lei de 26 de Abril, tendo o concurso para a sua construção sido aberto em 2 de Agosto. No entanto, os concorrentes do concurso protestaram de uma das cláusulas de regulação do resgate, pelo que o texto foi modificado, e lançado um novo concurso, já durante a pasta de Hintze Ribeiro. Porém, só apareceu um participante, a Companhia Real dos Caminhos de Ferro Portugueses, à qual foi passado o contrato provisório, em 15 de Novembro, que foi aprovado por uma lei publicada em 24 de Maio do ano seguinte. Este processo não foi pacífico, tendo gerado uma acesa disputa entre a Companhia Real e os grupos de Henrique Burnay e do Marquês da Foz. Este contrato estabeleceu que a concessão só poderia passar a definitiva após a Companhia mudar os seus estatutos, de forma a alterar a composição dos seus administradores, cuja maioria deveria ser de nacionalidade portuguesa; a Companhia aceitou, com relutância, esta condição, tendo os novos estatutos sido publicados no dia 25 de Junho de 1885, e o contrato definitivo, para a construção e exploração da linha, com uma garantia de juro de 5,5%, foi assinado em 29 de Julho. As obras iniciaram-se nos finais do mesmo ano. A ligação à fronteira internacional seria feita através de um ramal, que também passaria por Monfortinho, mas em 1905 esta ideia já tinha sido abandonada.
Em 17 de Janeiro de 1888, o governo aprovou o plano para uma variante ao traçado, apresentado pela Companhia Real, que se referia ao troço entre os PKs 14,020 e 16,860; no mesmo dia, também autorizou uma alteração no Túnel de Barracão.

### Construção e inauguração

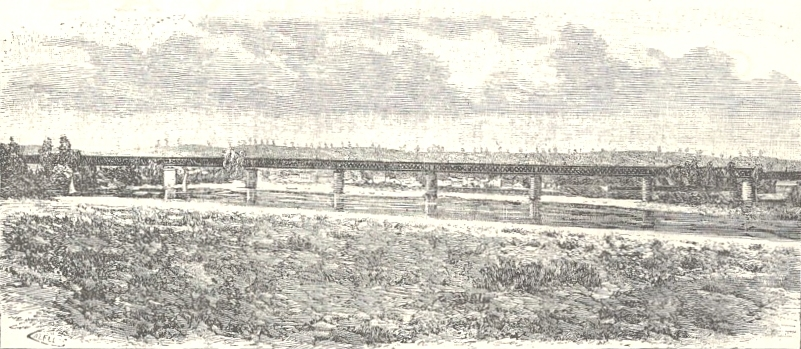
Ponte Ferroviária de Abrantes, por volta de 1889.

A construção desta linha foi considerada uma das mais difíceis em Portugal, tendo sido empregadas várias obras de arte, e de grandes dimensões. A maior parte das pontes foi construída em estrutura metálica, porque permitiam vãos mais compridos do que os de alvenaria, mas tinham uma manutenção mais dispendiosa e sofriam de grandes limitações de carga, tendo-se inclusive dispensado a colocação de balastro para não aumentar o peso. Esta situação não ocorreu apenas na Linha da Beira Baixa, tendo sido parte de uma fase na engenharia das pontes ferroviárias em território nacional que se prolongou até ao final do século, e que se aplicou igualmente na construção ou renovação das estruturas noutras linhas, como as do Norte, Tua, Beira Alta, Oeste e Cintura de Lisboa.
O primeiro troço, entre Abrantes e a Covilhã, foi inaugurado entre os dias 5 e 6 de Setembro de 1891, tendo a cerimónia contado com a presença do rei D. Carlos e D. Amélia. Durante a viagem inaugural, o comboio parou em Castelo Branco, onde houve um jantar de gala e um Te Deum na Sé. O casal real fez um passeio a pé pela cidade, tendo ficado hospedado no edifício do Governo Civil. No dia seguinte, o comboio inaugural partiu com destino à Covilhã, onde também ocorreu uma recepção, um jantar de gala e um Te Deum. A família real só regressou a Lisboa no dia 8 de Setembro.
O segundo lanço da Linha, desde a Covilhã até à Guarda, foi concluído no dia 11 de Abril de 1893, e inaugurado em 11 de Maio do mesmo ano.

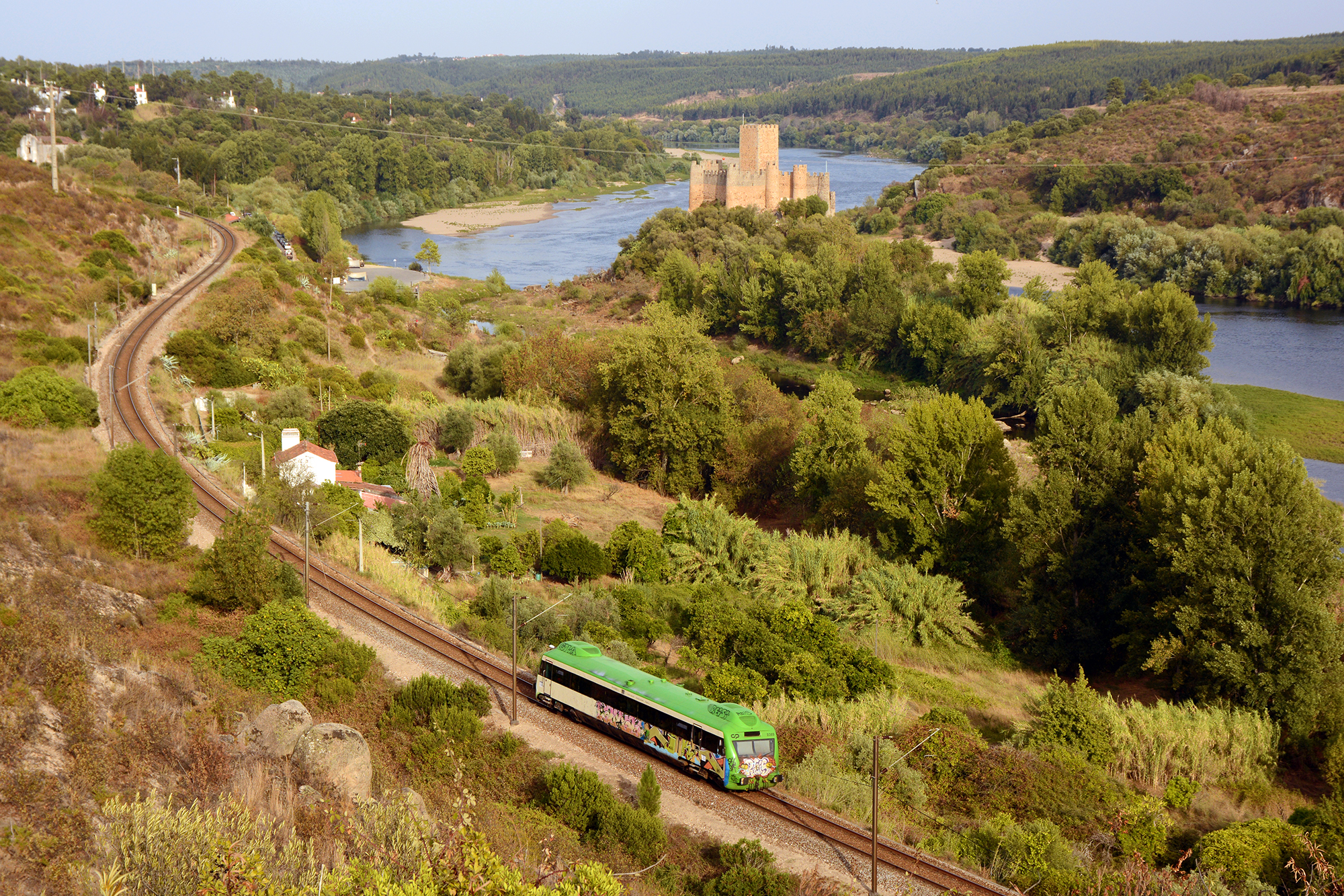
Serviço Regional, na Linha da Beira Baixa junto ao Castelo de Almourol.

A cerimónia de inauguração não contou com grandes artifícios, tendo sido bastante modesta, pelos padrões da época; o comboio inaugural partiu do Rossio às 9 horas da noite, e, após ter feito várias paragens para o abastecimento de água, chegou à Guarda às 7 horas da manhã. Entre os convidados, contava-se o ministro das Obras Públicas, Bernardino Machado, alguns dos administradores e outras chefias da Companhia Real, e vários jornalistas. O comboio foi recebido, na Guarda, por várias autoridades civis e militares, enquanto que uma banda militar tocava o Hino da Carta. Depois de um almoço, realizado no armazém de mercadorias da estação, o comboio partiu para a Covilhã, tendo parado em todas as estações, onde foi recebido pelo povo. No regresso, saiu da Covilhã por volta das 15 horas e meia, e chegou a Lisboa depois da meia-noite.
Na altura da inauguração, esta linha era considerada como uma das mais sólidas e seguras para a circulação ferroviária no território nacional, podendo ser atingidas, nalguns troços, as velocidades de 60 e 75 km/h. Esta linha apresentava uma considerável importância, pois fechava o círculo entre as redes ferroviárias do Norte e do centro do país, permitia ligações mais rápidas entre a Guarda e a capital, além que desenvolveu as regiões por onde passou. Nessa altura, estava planeada a construção do Ramal de Monte Barro, que seria uma ligação directa entre a Estação de Sabugal e a Linha da Beira Alta, para ser utilizada pelos serviços internacionais.
O lanço entre Abrantes e a Guarda, com cerca de 212 km de comprimento, custou na sua totalidade 1 686 700 £, o que deu aproximadamente 8000 £/km.

### Século XX

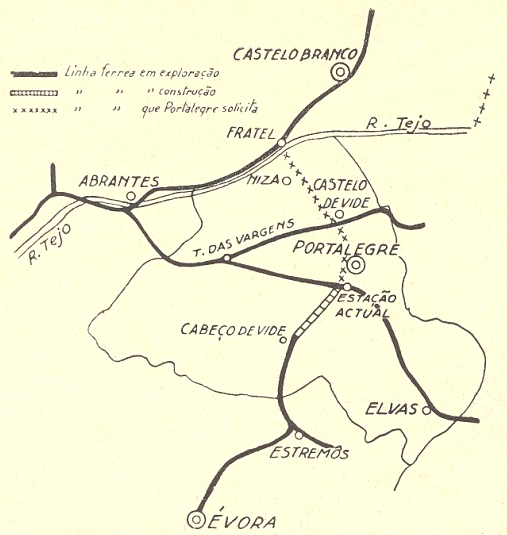
Projecto da década de 1930 para continuar o Ramal de Portalegre até Fratel, passando pela cidade de Portalegre e por Castelo de Vide.

Em 1902, esta era umas das ligações ferroviárias portuguesas com pior registo de atentados e vandalismo contra os comboios e a via. No mesmo ano, o Túnel de Barracão estava muito degradado, tendo a Companhia Real realizado obras de reparação.
A partir dos inícios do século XX, a Companhia dos Caminhos de Ferro Portugueses iniciou um programa de dinamização turística das suas linhas, através da criação de tarifas especiais e de itinerários a preços reduzidos para vários pontos do país. A Linha da Beira Baixa também foi contemplada neste programa, tendo sido feitas várias tarifas de descontos e excursões até à cidade da Guarda, como as suas Excursões às Beiras para Visitar a Guarda e saber da excelência do Sanatório Sousa Martins. Estas iniciativas, junto com o desenvolvimento do transporte rodoviário, trouxeram um grande desenvolvimento às actividades turísticas na região.
Em Janeiro de 1914, ocorreu uma greve nacional dos ferroviários da Companhia dos Caminhos de Ferro Portugueses, que paralisou praticamente todos os comboios daquela empresa, pelo que tiveram de ser encontradas soluções alternativas para o transporte do correio; no caso da Beira Baixa, a correspondência ia de automóvel até ao Alentejo, enquanto que o resto do percurso era feito através de diligências. Em Agosto desse ano, ocorreu um incidente na Linha da Beira Baixa, quando um depósito de gás portátil explodiu a bordo de um comboio entre Ródão e Sarnadas, incendiando o vagão das bagagens.
No Diário do Governo de 13 de Setembro de 1926, foram publicadas várias portarias, datadas do dia 9 do mesmo mês, que se referiam a expropriações para construir várias habitações para guardas de passagem de nível, nesta linha. Em 1933, a circulação foi interrompida no Túnel do Sabugal, para a realização de obras nesta infra-estrutura.
Após a Segunda Guerra Mundial, a Companhia dos Caminhos de Ferro Portugueses recebeu financiamento por parte da Organização do Tratado do Atlântico Norte, que foi utilizado na renovação das pontes na Linha da Beira Baixa.
Ainda assim, na década de 1960 a Linha da Beira Baixa ainda era um dos eixos ferroviários mais preocupantes no ponto de vista da circulação, com trinta pontes que não eram capazes de aguentar o peso das novas locomotivas. Com efeito, as locomotivas da Série 1300 foram encomendadas de propósito para a Linha da Beira Baixa, uma vez que as locomotivas da Série 1500 não podiam ali circular devido ao seu elevado peso por eixo.
Na década de 1990, foram introduzidas, nos serviços Intercidades entre Lisboa e Covilhã, carruagens modernizadas fabricadas originalmente pela empresa Sociedades Reunidas de Fabricações Metálicas. Nos finais da Década de 1980 e princípios da década de 1990, iniciou-se um projecto para o transporte de carvão desde o Porto de Sines até à Central do Pego, conhecido como Itinerário do Carvão, que incluía a requalificação dos lanços de via por onde os comboios de carvão iriam passar, e a construção de um ramal de Mouriscas até à central eléctrica. Ao mesmo tempo, começou-se a preparar a instalação da tracção eléctrica nos troços entre o Entroncamento e a central do Pego. Em 1990, deu-se o concurso para o projecto SISSUL (Sistemas Integrados de Sinalização do Sul), que previa a modernização dos equipamentos de sinalização ao longo do Itinerário do Carvão, nas estações e em plena via, e de dois centros de telecomando no sistema CTC, um em Setúbal e outro no Entroncamento, sendo este último responsável pela gestão do tráfego a Norte de Bombel. Depois da electrificação, começaram a circular neste lanços as locomotivas da Série 5600, que rebocavam os comboios de carvão até à Central do Pego.
Este projecto de modernização da Linha da Beira Baixa inseriu-se num esforço maior no desenvolvimento das redes de transportes na Região Centro, e que também incluiu várias intervenções nas Linhas da Beira Alta e do Oeste.

### Século XXI

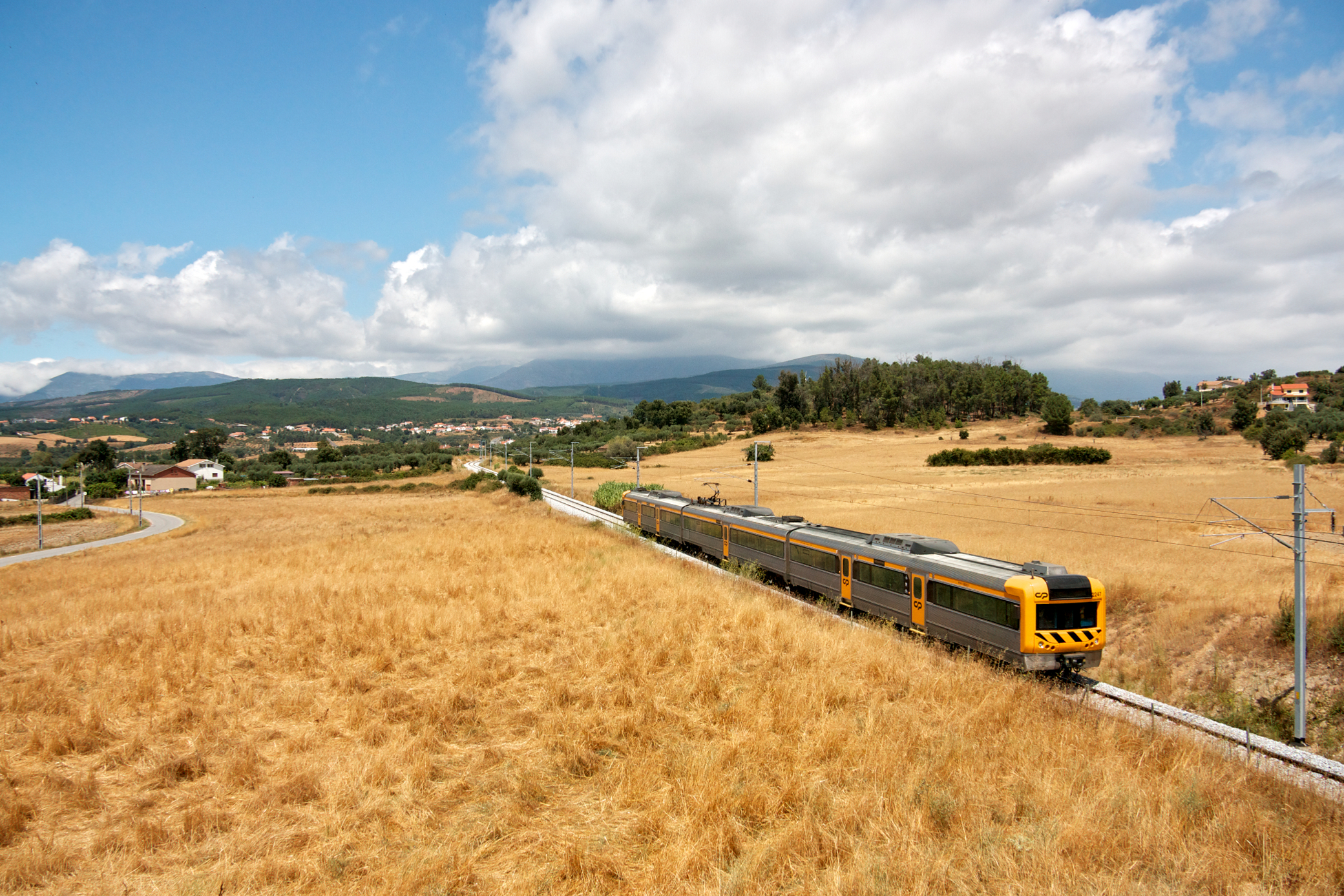
Comboio eléctrico no troço entre a Covilhã e Castelo Branco, perto de Alcaria.

No dia 1 de Dezembro de 2000, a circulação foi interrompida no lanço entre a Guarda e Covilhã, devido ao descarrilamento parcial de uma automotora, provocado pela queda de pedras para via. No comboio só estavam 5 passageiros, que fizeram o resto do percurso num autocarro de substituição. Este acidente foi provocado pelas condições atmosféricas adversas que se fizeram sentir no Outono desse ano, e que também atingiu outras vias férreas no país. A circulação na Linha da Beira Baixa foi novamente interrompida devido ao clima, entre os dias 6 e 8 de Dezembro.
O Projecto Linha da Beira Baixa, implementado pela Rede Ferroviária Nacional, procurou realizar várias intervenções nesta linha, como a preparação do troço entre o Entroncamento e Mouriscas, para a passagem de composições de carvão vindas da Central do Pego; este empreendimento procurou eliminar as restrições de carga existentes, adaptar a via para a tracção eléctrica, e instalar novos equipamentos de telecomunicações e de sinalização, e para o Comando Centralizado de Tráfego.
Em 2005, foi inaugurada a tracção eléctrica no lanço da Beira Baixa até Castelo Branco. Em Julho de 2011, a electrificação foi estendida até à Covilhã.

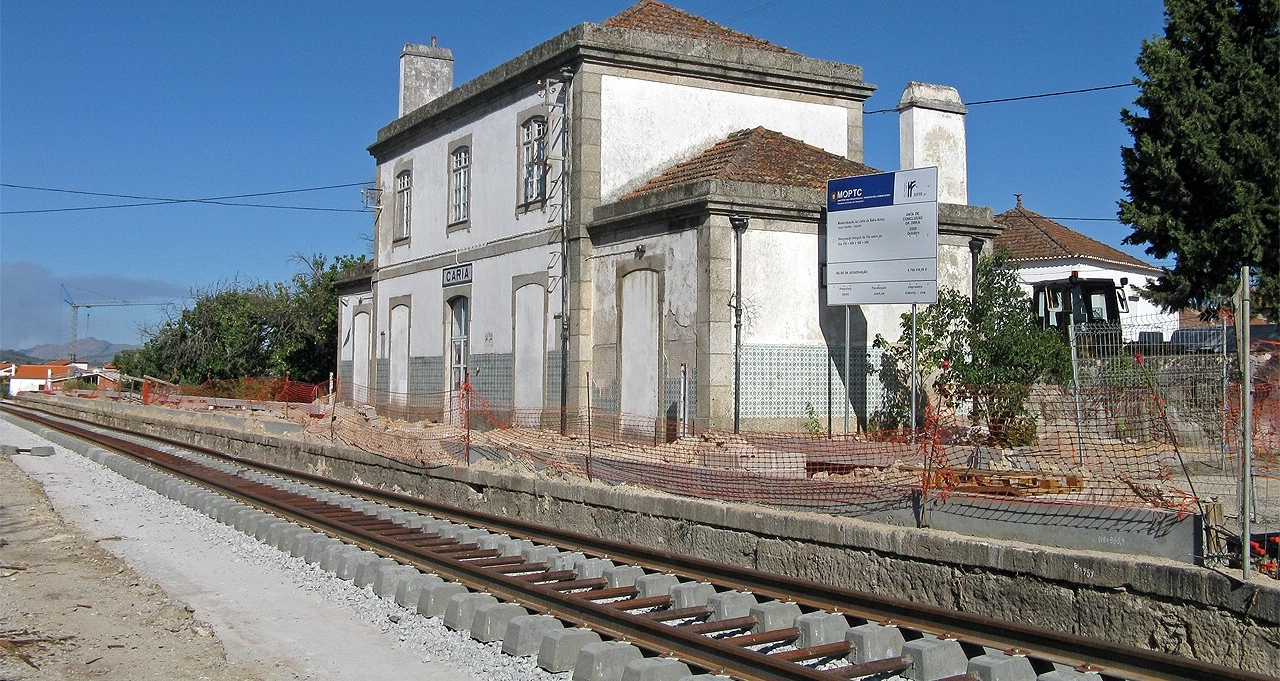
Obras da Linha da Beira Baixa junto a Caria, a 30 de Julho de 2009.

Em 9 de Março de 2009, foi encerrado à circulação o troço entre a Covilhã e a Guarda, com o objectivo de se realizarem obras de renovação. No entanto, estas apenas avançaram entre Caria e Belmonte-Manteigas, onde foram investidos 7,5 milhões de euros na substituição de carris, colocação de travessas polivalentes, reforço de túneis, requalificação de pontes e modernização de estações e apeadeiros. No entanto, as obras foram suspensas devido à crise económica, continuando a linha sem circulação ferroviária. O troço Covilhã-Guarda deixou inclusivamente se constar do Diretório da Rede (Refer) nos anos 2013 e 2014.
| Entre as Estações            | Extensão  | Entrada ao serviço  |
| ---------------------------- | --------- | ------------------- |
| Entroncamento – Mouriscas-A  | 44,117 km | 1994                |
| Mouriscas-A – Castelo Branco | 78,259 km | 16 de Julho de 2005 |
| Castelo Branco – Covilhã     | 71,435 km | 31 de Julho de 2011 |
| Covilhã – Guarda             | 46,506 km | 2 de Maio de 2021   |

Em Novembro de 2017, foi adjudicada a conclusão da obra, com a renovação dos 36 km em falta entre as estações da Covilhã e Caria, e entre Belmonte-Manteigas e a Guarda. Na mesma empreitada foi incluída a construção da Concordância das Beiras, que ligará a Linha da Beira Baixa à da Beira Alta na Guarda, evitando que os comboios que se dirigem da Beira Baixa para Vilar Formoso tenham que inverter a sua marcha na estação egitaniense. O prazo previsto para a conclusão de ambas as empreitadas, orçadas em 52 milhões de euros, era o primeiro semestre de 2019. Devido à crise epidémica, este prazo não foi cumprido e a previsão foi atualizada para o final do ano de 2020.
Depois de 12 anos de encerramento, as obras no troço Covilhã-Guarda foram finalizadas em abril de 2021. As primeiras circulações tiveram início no dia 2 de maio de 2021. A oferta atual contempla quatro comboios do serviço Intercidades, e mais quatro comboios do serviço Regional. Todos os comboios destes serviços efetuam paragens em Caria, Belmonte-Manteigas, Maçainhas, Benespera, e Sabugal.
A circulação foi encerrada entre Fratel e Barca da Amieira na sequência do desabamento de um talude ao PK 52+260, no dia 23 de Dezembro de 2022.

## Leitura recomendada
- CERVEIRA, Augusto; CASTRO, Francisco Almeida e (2006). Material e tracção: os caminhos de ferro portugueses nos anos 1940-70. Col: Para a História do Caminho de Ferro em Portugal. 5. Lisboa: CP-Comboios de Portugal. 270 páginas. ISBN 989-95182-0-4
- SALGUEIRO, Ângela (2008). A Companhia Real dos Caminhos de Ferro Portugueses: 1859-1891. Lisboa: Univ. Nova de Lisboa. 145 páginas
- SILVA, José Ribeiro da; RIBEIRO, Manuel (2007). Os Comboios em Portugal. Col: Os Comboios em Portugal. III de 5 1.ª ed. Lisboa: Terramar-Editores, Distribuidores e Livreiros, Lda. 203 páginas. ISBN 978-972-710-408-6
- WALKER, John R. (2005). Broad Gauge Steam Locomotives of Portugal (em inglês). [S.l.]: Hartshead Publishing. 103 páginas. ISBN 0955174805